# Фуюйско-кыргызский язык
Фую́йско-кыргы́зский язы́к — язык хакасско-алтайской группы тюркских языков, распространён в КНР. В отличие от киргизско-кыпчакского киргизского языка, является z-языком. Оторвался от основного хакасского ареала в XVII—XVIII вв, когда предки его носителей (фуюйских кыргызов) были переселены в Маньчжурию.

## Сведения
В отличие от хакасского, шорского и чулымского, сохраняет противопоставление слабых и сильных согласных, как и сарыг-югурский язык, но отличается от последнего интервокальным озвончением -s- и -š-, сохранением исконных -š- и -č- (в сарыг-югурском преимущественно ногайские переходы -š- > -s- и -č- > -š-) и переходом в ряде контекстов начального j > n (ń?).
Характеризуется наиболее последовательной губной и палатальной гармонией гласных — возможна постановка гласного o после u, чего нет, например, в киргизском, хотя есть ö после ü. В то же время сингармонизм не является обязательным.
Предполагается, что обособился от сагайского или качинского диалекта хакасского в XVIII в. Альтернативная трактовка, на основании некоторых высказанных ранее соображений: близкородственный сарыг-югурскому языку.

## Письменность
Письменность на основе латинского алфавита (с добавлением букв Č č, Ğ ğ, Ï ï, Ö ö, Š š, Ü ü) была разработана китайскими лингвистами в конце 2000-х годов, но широкого распространения не имеет.